# Michel Serres
Michel Serres (ur. 1 września 1930 w Agen, zm. 1 czerwca 2019 w Vincennes) – francuski filozof i pisarz. Znany jest z podejmowania takich tematów jak śmierć, anioły i czas. Jego utwory zawierają fragmenty  prozatorskie i stosują różne punkty widzenia.

## Życiorys
Ojciec pochodzącego z Gaskonii Serres’a pracował na barce. Jako dziecko był on bezpośrednim świadkiem wojennej przemocy i spustoszenia. W 1949 wstąpił do francuskiej akademii wojskowej, École Navale, a następnie w 1952 do École normale supérieure w Paryżu. Studiował filozofię i przeszedł agregację w 1955. W 1958 roku przeniósł się do miasta Clermont-Ferrand, gdzie uczył filozofii na uniwersytecie. W 1968 roku uzyskał stopień doktora na podstawie rozprawy na temat Leibniza. Następnie rozpoczął nauczanie w Paryżu.
W ciągu kolejnych dwudziestu lat Serres zyskał reputację fascynującego prelegenta oraz autora wyjątkowo pięknej i enigmatycznej prozy, tak zależnej od brzmienia języka francuskiego, że jest ona uznawana za praktycznie niemożliwą do przetłumaczenia. Za obiekty swoich zainteresowań obierał różnorodne, odległe od siebie tematy jak mityczne Przejście Północno-Zachodnie, koncept pasożyta czy katastrofę wahadłowca Challenger.
Bardziej ogólnie Serres był zainteresowany stworzeniem filozofii nauki, która nie polegałaby na metajęzyku, w którym pojedyncza domena naukowa jest uprzywilejowana i uznawana za właściwą. Aby to osiągnąć polegał on na pojęciu tłumaczenia pomiędzy domenami raczej niż uznawaniu jednej za obowiązującą. Z tego względu, polegał on na postaci Hermesa (w swych wczesnych utworach) i aniołów (w późniejszych studiach) jako posłańcach, którzy tłumaczą (lub „mapują”) między domenami (w szczególności, pomiędzy mapami).
W 1990 roku Serres został wybrany do Akademii Francuskiej, w uznaniu jego pozycji jako jednego z najważniejszych francuskich intelektualistów. Miał wpływ na innych intelektualistów takich jak Bruno Latour czy Steven Connor. Serres był profesorem emeritusem języka francuskiego na Uniwersytecie Stanforda.
W wywiadzie z Hansem-Ulrichem Obristem, Serres wyraził zainteresowanie emergencją nowej filozofii politycznej, która uwzględni cyfrowy kontekst 21szego wieku:
Myślę, że z tego miejsca pozbawionego prawa, którym jest Internet wkrótce powstanie nowe prawo, zupełnie inne niż to, które organizowało naszą starą przestrzeń metryczną. (ang.I think that out of this place of no law that is the Internet there will soon emerge a new law, completely different from that which organized our old metric space.)
Serres był entuzjastą wolnego dostępu do wiedzy, w szczególności Wikipedii.
W 2012 roku otrzymał Nagrodę Mistrza Eckharta, a w 2013 nagrodę Dan David.

## Publikacje
- 1968: Le Système de Leibniz et ses modèles mathématiques, Presses universitaires de France, rééd. 1982
- 1969: Hermès I, la communication, Éditions de Minuit, rééd. 1984
- 1972: Hermès II, l’interférence, Éditions de Minuit,
- 1974: Hermès III, la traduction, Éditions de Minuit,
- 1974: Jouvences. Sur Jules Verne, Éditions de Minuit,
- 1975: Auguste Comte. Leçons de philosophie positive (in collaboration), tome I, Éditions Hermann
- 1975: Esthétiques sur Carpaccio, Hermann
- 1975: Feux et signaux de brume. Zola, Grasset, ISBN 2-246-00258-3.
- 1977: Hermès IV, La distribution, Éditions de Minuit, rééd. 1981
- 1977: La Naissance de la physique dans le texte de Lucrèce, Éditions de Minuit,
- 1980: Hermès V, Le passage du Nord-ouest, Éditions de Minuit, Paris
- 1980: Le Parasite, Grasset
- 1982: Genèse, Grasset
- 1983: Détachement, Flammarion,
- 1983: Rome. Le livre des fondations, Grasset,
- 1985: Les Cinq Sens, Grasset ; rééd. Fayard, 2014
- 1987: L’Hermaphrodite, Flammarion,
- 1987: Statues, François Bourin,
- 1989: Éléments d’histoire des sciences (in collaboration), Bordas,
- 1990: Le Contrat naturel, François Bourin, Paris (The Natural Contract, 1995), University of Michigan Press (English translation by Elizabeth MacArthur and William Paulson)
- 1991: Le Tiers-instruit, François Bourin,
- 1991: Discours de réception de Michel Serres à l’Académie française et réponse de Bertrand Poirot-Delpech, François Bourin
- 1992: Éclaircissements (interviews with Bruno Latour), François Bourin,
- 1993: La Légende des Anges, Flammarion,
- 1993: Les Origines de la géométrie, Flammarion,
- 1994: Atlas, Julliard,
- 1995: Éloge de la philosophie en langue française, Fayard,
- 1997: Nouvelles du monde, Flammarion,
- 1997: Le trésor. Dictionnaire des sciences (in collaboration), Flammarion, Paris
- 1997: À visage différent (in collaboration), Hermann
- 1999: Paysages des sciences (in collaboration), Le Pommier,
- 2000: Hergé, mon ami, Éditions Moulinsart
- 2001: Hominescence, Le Pommier,
- 2002: Variations sur le corps, Le Pommier, 1999 ; édition texte seul, Le Pommier,
- 2002: Conversations, Jules Verne, la science et l’homme contemporain, 1re version, Revue Jules Verne 13/14, Centre international Jules-Verne, Amiens
- 2003: L’Incandescent, Le Pommier,
- 2003: Jules Verne, la science et l’homme contemporain, Le Pommier,
- 2004: Rameaux, Le Pommier,
- 2006: Récits d’humanisme, Le Pommier,
- 2006: Petites chroniques du dimanche soir, Le Pommier,
- 2006: L’Art des ponts: homo pontifex, Le Pommier,
- 2007: Le Tragique et la Pitié. Discours de réception de René Girard à l’Académie française et réponse de Michel Serres, Le Pommier
- 2007: Petites chroniques du dimanche soir 2, Le Pommier,
- 2007: Carpaccio, les esclaves libérés, Le Pommier,
- 2008: Le Mal propre: polluer pour s’approprier?, Le Pommier, coll. « Manifestes »,
- 2008: La Guerre mondiale, Le Pommier,
- 2009: Écrivains, savants et philosophes font le tour du monde, Le Pommier, coll. « Les Essais »,
- 2009: Temps des crises, Le Pommier, coll. « Manifestes », ISBN 978-2746505926.
- 2009: Van Cleef et Arpels, Le Temps poétique, with Franco Cologni and Jean-Claude Sabrier, Cercle d’Art, coll. « La collection »,
- 2009: Petites chroniques du dimanche soir 3, Le Pommier,
- 2010: Biogée, Éditions-dialogues.fr/Le Pommier,
- 2011: Musique, Éditions Le Pommier ISBN 978-2746505452.
- 2012: Petite Poucette, Éditions Le Pommier ISBN 978-2746506053.
- 2012: Andromaque, veuve noire, Éditions de l’Herne
- 2013: Les Temps nouveaux (coffret), Le Pommier
- 2014: Pantopie, de Hermès à Petite Poucette (avec Martin Legros et Sven Ortoli), Le Pommier
- 2014: Petites Chroniques du dimanche tome VI, Le Pommier
- 2014: Yeux, Le Pommier ISBN 978-2746507791.
- 2015: Le gaucher boiteux: puissance de la pensée, Le Pommier
- 2015: Écrivains, savants et philosophes font le tour du monde, Le Pommier
- 2015: Du bonheur, aujourd’hui (with Michel Polacco), Le Pommier
- 2015: Solitude. Dialogue sur l’engagement (with Jean-François Serres), Le Pommier
- 2016: De l’impertinence, aujourd’hui (with Michel Polacco), Le Pommier